# Müsel
Eine Müsel (auch Mussl oder Mösel genannt) ist im österreichischen Alpenraum ein ca. 1 m langer Holzspalt. Die Haue (Mehrzahl: Hauen) ist der längere, ganze Stamm.
Diese verhältnismäßig kurzen Müseln konnten auch in den kleineren Gebirgsflüssen talwärts treiben. Wo die Wassermengen nicht zur regulären Holztrift ausreichten, wurden Stauanlagen errichtet, sogenannte Klausen. Durch plötzliches Öffnen der Wehre und den dadurch erzeugten Wasserschwall wurden die Müseln dann talwärts geschwemmt, mit Rechen am Zielort aufgehalten und aus dem Wasser gefischt. Sie wurden als Brennholz verwendet.